# Penitencjały

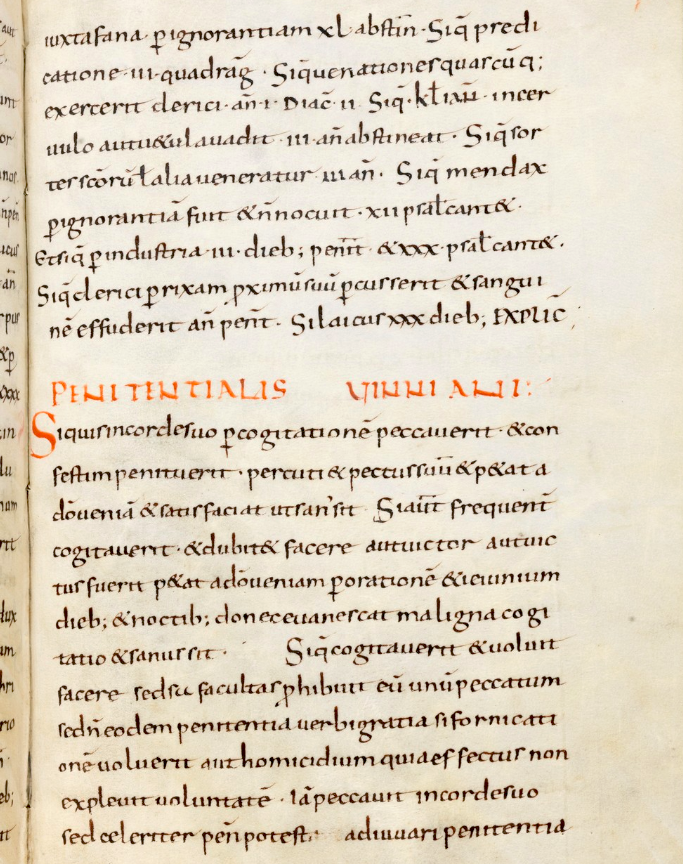
Fragment penitecjału

Penitencjały (łac. Libri Poenitentiales, Księgi Pokutne) – to księgi występujące we wczesnym średniowieczu, zawierające praktyczne wskazania dla spowiedników odnośnie do tego, jaką mają nakładać pokutę. Zawierały katalog grzechów i odpowiadający im rodzaj pokuty, tzw. taryfę pokutną. Były zazwyczaj dziełem anonimowym, czasem przypisywano im patronat jakiejś znaczącej postaci. Twórcami ich byli mnisi, duchowni, szczególnie gorliwi spowiednicy. Naśladowali takich znanych autorów jak Finian z Clonard (470–549) – penitencjał nazwany jego imieniem jest najstarszym dziś zachowanym – Kolumban (521–597), Beda Czcigodny (672–735), Egbert (zm. 766). Przekazywali w penitencjałach jakiej poddawali pokucie wiernych, za grzechy, których się dopuścili. 
Pierwsze penitencjały z VI i VII wieku pochodzą z Wysp Brytyjskich. Od VII w. obserwuje się rozkwit penitencjałów. Jedne dalej powstawały na Wyspach, do nich  należy Penitencjał Teodora z Canterbury z przełomu VII i VIII wieku. Inne już na kontynencie. Ten rodzaj pokuty stopniowo zastąpił dawną kościelną pokutę publiczną, która w tym czasie przeżywała wielki kryzys. Praktykę pokuty taryfowej w XII w. zastąpiła obecna do dziś spowiedź, jako wyznanie grzechów.  